# Controvérsias do Natal
O termo controvérsias do Natal refere-se à questão em torno da celebração ou reconhecimento do feriado natalino pelo governo, mídia, propagandas e outros ambientes influenciando-os secularmente.

## Histórico
No passado, o Natal foi relacionado como controvérsia principalmente pelas restritas preocupações de um foco público sobre temas seculares de Natal, como o Papai Noel e o ato de presentear, ao invés do que é expresso pelos cristãos como a verdadeira razão do Natal, o nascimento de Jesus. O termo anglófono "Xmas", uma forma popular abreviada da palavra "Natal" que se origina a partir do uso da letra grega chi para representar "Cristo", foi também foi tema de controvérsia entre os cristãos que não estão familiarizados com as raízes históricas do termo.
Essa moderna controvérsia ocorre principalmente em países ocidentais, como os Estados Unidos, Canadá, África do Sul e em menor media no Reino Unido e, geralmente, decorre de um significativo contraste entre o feriado social e papel econômico em sua associação com o cristianismo de forma cada vez multiculturalmente sensível e religiosamente diversificando a sociedade. Nas últimas décadas, menções públicas, empresariais e do governo sobre o termo "Natal", é tido como um feriado apenas, para evitar a referência ao Natal pelo nome. Ornamentos populares não-religiosos são aspectos de Natal, como árvores de Natal, luzes e decoração ainda são destaque apresentados e reconhecidos, mas são vagamente associado a "férias" e não como o Natal. Além disso, vários varejistas de cadeias internacionais, como Wal-Mart, Macy e Sears, já experimentaram cumprimentar seus clientes com "Boas Festas" ou "Os cumprimentos da estação", e não com o tradicional "Feliz Natal".
Os defensores do uso de termos como "boas festas" em lugar de "Feliz Natal", incluindo ateus e agnósticos, argumentam que muitos dos símbolos e tradições que as sociedades ocidentais têm vindo a associar com o Natal foram originalmente sincretizados de tradições pré-cristãs pagãs e festivais que antecedem Jesus, e, portanto, não precisam ser diretamente associados com o Natal. Símbolos e comportamentos, tais como visco, guirlanda, árvores de Natal, e Madeiros têm origens pré-cristãs.